# Charnois
Charnois település Franciaországban, Ardennes megyében. Lakosainak száma 72 fő (2022. január 1.). Charnois Chooz, Fromelennes, Landrichamps és Rancennes községekkel határos.

## Népesség
A település népességének változása:
| Lakosok száma | 76   | 79   | 98   | 79   | 83   | 75   | 77   | 73   | 71   | 72   |
|               | 1968 | 1982 | 1990 | 2006 | 2013 | 2015 | 2017 | 2019 | 2020 | 2022 |